# CCDC80
CCDC80‏ (Coiled-coil domain containing 80) هوَ بروتين يُشَفر بواسطة جين CCDC80 في الإنسان.